# Bisdom Cleveland
Het bisdom Cleveland (Latijn: Dioecesis Clevelandensis) is een rooms-katholiek bisdom met als zetel Cleveland, in de Amerikaanse staat Ohio. Het bisdom is suffragaan aan het aartsbisdom Cincinnati. 

## Geschiedenis
Het bisdom werd opgericht op 23 april 1847, uit delen van het bisdom Cincinnati, en was suffragaan aan het aartsbisdom Baltimore. Op 19 juli 1850 veranderde het van kerkprovincie en werd suffragaan aan het nieuw verheven aartsbisdom Cincinnati. 
Het verloor gebied bij de oprichting van de bisdommen Toledo (1910) en Youngstown (1943). 

## Parochies
Het bisdom had in 2023 een oppervlakte van 3.842 km2 en telde 2.782.321 inwoners waarvan 21,7% rooms-katholiek was.

## Bisschoppen
- Louis Amadeus Rappe (23 april 1847 - 14 juli 1870)
- Richard Gilmour (15 februari 1872 - 13 april 1891)
  - Felix Mariam Boff (apostolisch administrator: april 1891 - 25 februari 1892)
- John Frederick Ignatius Horstmann (14 december 1891 - 13 mei 1908)
  - Joseph Maria Koudelka (hulpbisschop: 29 november 1907 - 4 september 1911)
- John Patrick Farrelly (18 maart 1909 - 12 februari 1921)
- Joseph Schrembs (16 juni 1921 - 2 november 1945; aartsbisschop op persoonlijke titel sinds 25 maart 1939)
  - James Augustine McFadden (hulpbisschop: 13 mei 1932 - 2 juni 1943)
- Edward Francis Hoban (2 november 1945 - 22 september 1966; coadjutor sinds 14 november 1942, aartsbisschop op persoonlijke titel sinds 13 juli 1951)
  - John Raphael Hagan (hulpbisschop: 27 april 1946 - 28 september 1946)
  - Floyd Lawrence Begin (hulpbisschop: 22 maart 1947 - 27 januari 1962)
  - John Joseph Krol (hulpbisschop: 11 juli 1953 - 11 februari 1961; kardinaal in 1967)
  - John Francis Whealon (hulpbisschop: 5 juni 1961 - 9 Dec 1966)
  - Clarence Edward Elwell (hulpbisschop: 5 november 1962 - 24 mei 1968)
- Clarence George Issenmann (22 september 1966 - 5 juni 1974; coadjutor sinds 7 oktober 1964)
  - William Michael Cosgrove (hulpbisschop: 12 juni 1968 - 30 augustus 1976)
- James Aloysius Hickey (5 juni 1974 - 17 juni 1980; kardinaal in 1988)
  - Gilbert Ignatius Sheldon (hulpbisschop: 12 april 1976 - 28 januari 1992)
  - Michael Joseph Murphy (hulpbisschop: 20 april 1976 - 20 november 1978)
  - James Anthony Griffin (hulpbisschop: 30 juni 1979 - 4 februari 1983)
  - James Patterson Lyke (hulpbisschop: 30 juni 1979 - 10 juli 1990)
- Anthony Michael Pilla (13 november 1980 - 4 april 2006; hulpbisschop sinds 30 juni 1979, apostolisch administrator sinds 29 juli 1980)
  - Anthony Edward Pevec (hulpbisschop: 13 april 1982 - 3 april 2001)
  - Alexander James Quinn (hulpbisschop: 14 oktober 1983 - 14 juni 2008)
  - Martin John Amos (hulpbisschop: 3 april 2001 - 12 oktober 2006)
  - Roger William Gries (hulpbisschop: 3 april 2001 - 1 november 2013)
- Richard Gerard Lennon (4 april 2006 - 28 december 2016)
  - Daniel Edward Thomas (apostolisch administrator: 28 december 2016 - 5 september 2017)
- Nelson Jesus Perez (11 juli 2017 - 23 januari 2020)
- Edward Charles Malesic (16 juli 2020 - heden)
  - Michael Gerard Woost (hulpbisschop: 9 mei 2022 - heden)

## Galerij van afbeeldingen

Wapen van het bisdom
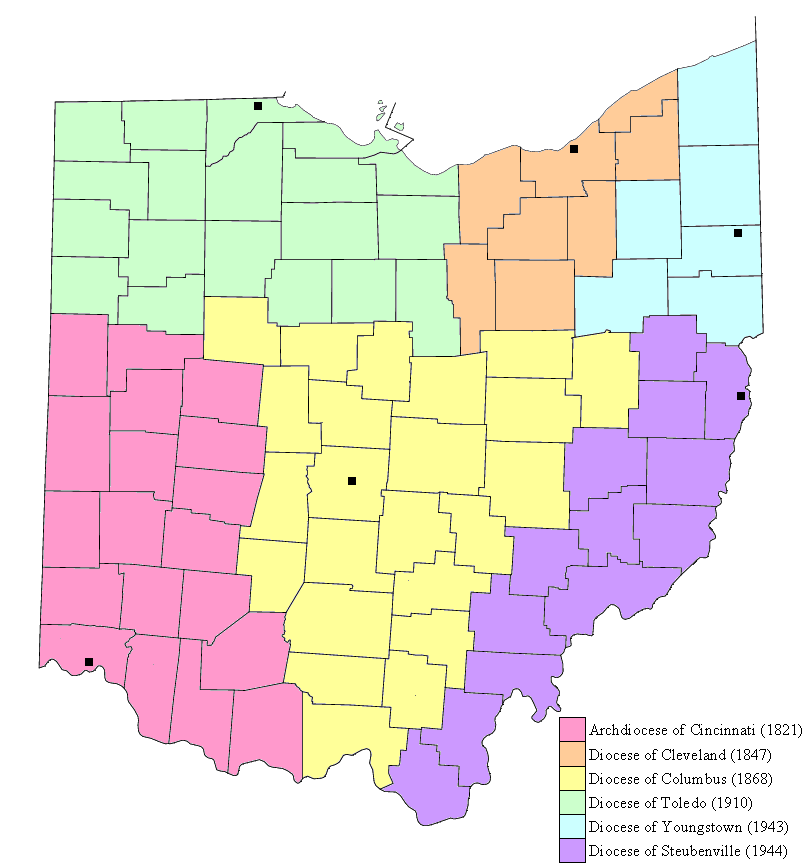
Kerkprovincie met aartsbisdom en suffragane bisdommen
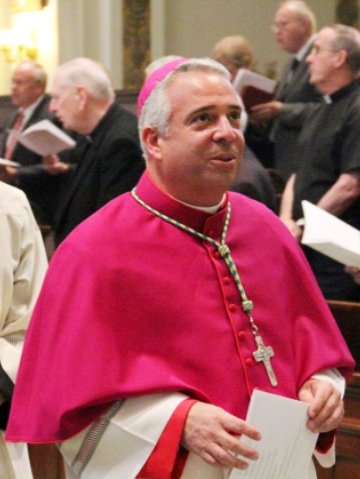
Bisschop Nelson Jesus Perez (2017-2020)

Cincinnati (aartsbisdom) · Cleveland · Columbus · Steubenville · Toledo · Youngstown